# 清快塘

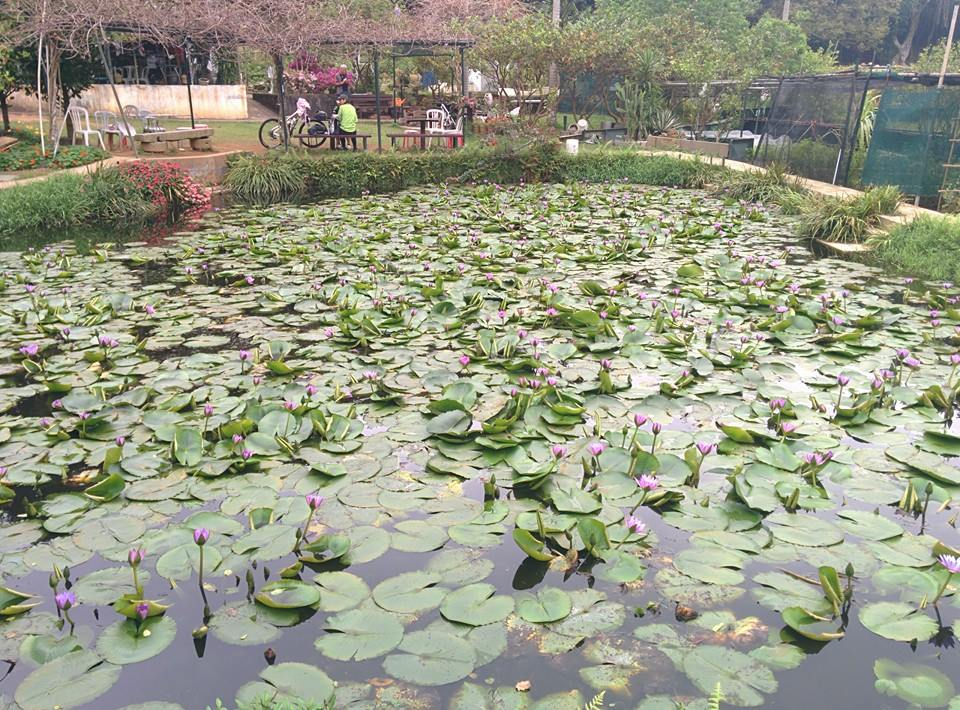
喜香農莊荷花池

清快塘（Tsing Fai Tong）是位於香港荃灣區的一條村落，始建於清朝乾隆年間，位於山上，遊人可經元荃古道連接麥理浩徑第九段、大欖涌水塘和荃灣市區，或經山路步行45分鐘往深井。該村在1979年列入大欖郊野公園範圍。
清快塘共有十多幢村屋，該村原居民是來自廣東省五華縣的傅姓客家人，原住在到深井、荃灣及虎地。所有村民於1969年全部遷居往山下深井等地。
現時清快塘村內，有一家喜香農莊，於2002年開業，為行山人士提供飲品及小食等，農莊原先是清快塘村內的其中一幢村屋改建而成，農莊內還有一個荷花池。

## 外部連結
- 香港遠足網：元荃古道–半段走(五)：清快塘村 （页面存档备份，存于）
- HoongKongHikingweb—清快塘 （页面存档备份，存于）